# جيمس فرانسيسكوس
جيمس فرانسيسكوس (بالإنجليزية: James Franciscus)‏ مواليد 31 يناير 1934 في كلايتون، الولايات المتحدة - الوفاة 8 يوليو 1991 في لوس أنجلوس، كاليفورنيا، الولايات المتحدة، هو ممثل أمريكي بدأ مسيرته الفنية سنة 1957. امتدت مسيرته الفنية لأكثر من 28 عاما.

## الأعمال
- السمك القاتل
- نايتكيل

## روابط خارجية
- جيمس فرانسيسكوس على موقع IMDb (الإنجليزية)
- جيمس فرانسيسكوس على موقع أول موفي (الإنجليزية)
- جيمس فرانسيسكوس على موقع إن إن دي بي (الإنجليزية)
- جيمس فرانسيسكوس على موقع ديسكوغز (الإنجليزية)
- جيمس فرانسيسكوس على موقع قاعدة بيانات الفيلم (الإنجليزية)